# Sean Rooks
Sean Lester Rooks (ur. 9 września 1969 w Nowym Jorku, zm. 7 czerwca 2016 w Filadelfii) – amerykański koszykarz, występujący na pozycji środkowego. Po zakończeniu kariery asystent trenera m.in. w klubie Philadelphia 76ers.

## Osiągnięcia
NCAA
- Zaliczony do I składu Pac-12 (1992)[2]